# Liatongus schoutedeni
Liatongus schoutedeni là một loài bọ cánh cứng trong họ Bọ hung (Scarabaeidae).